# Grigori Michailowitsch Kogan

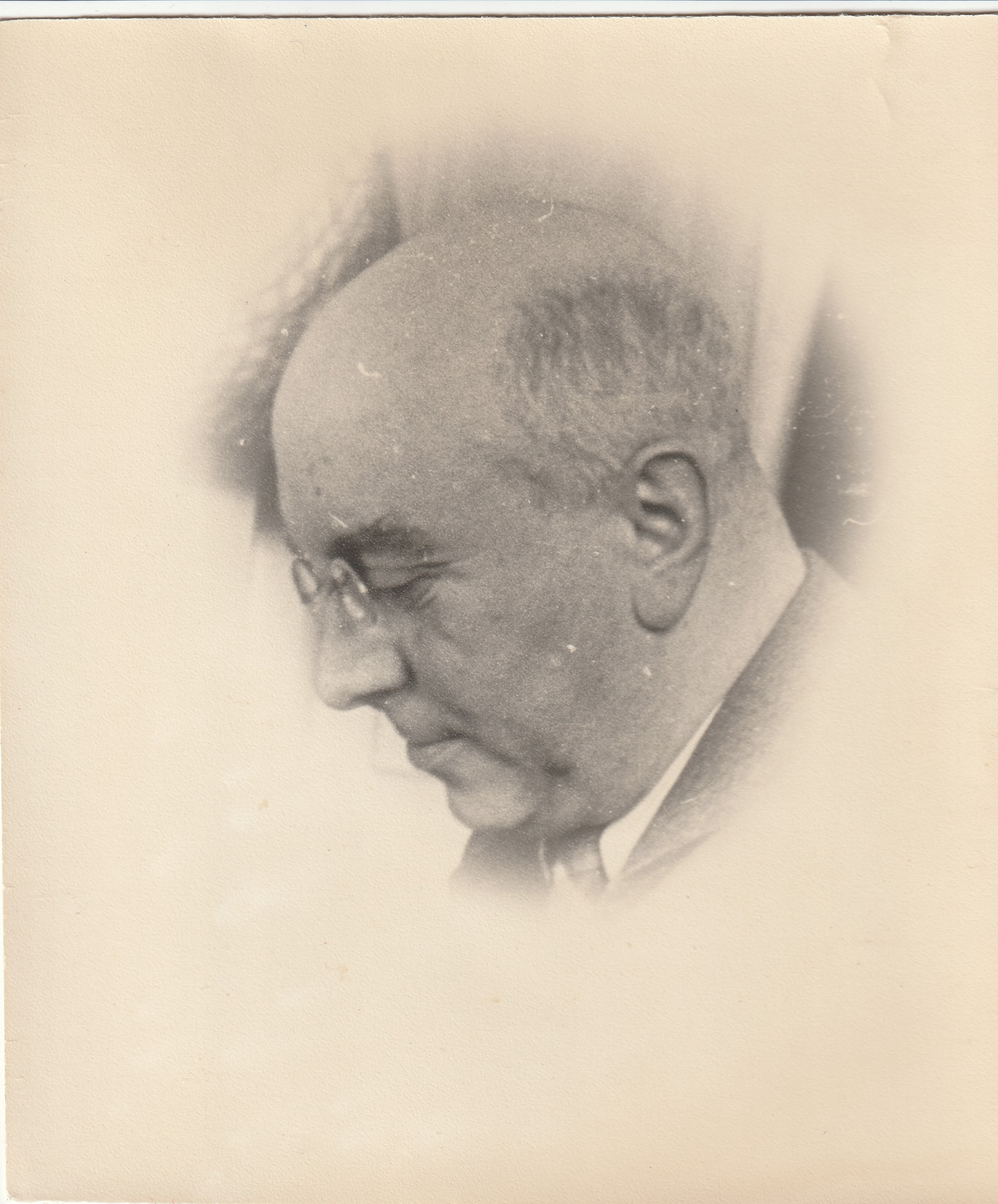
Grigori Michailowitsch Kogan, 1950

Grigori Michailowitsch Kogan (russisch Григорий Михайлович Коган; * 24. Junijul. / 7. Juli 1901greg. in Mahiljou; † 9. August 1979 in Moskau) war ein sowjetischer klassischer Pianist, Musikwissenschaftler und Musikpädagoge.

## Leben und Werk
Grigori Kogan kam 1911 im Alter von zehn Jahren nach Kiew. Er studierte dort bei Vladimir Pukhalsky, der auch die Horowitz-Familie unterrichtete. Mit 19 Jahren promovierte er in Kiew und wurde bald darauf als Professor an das Konservatorium von Kiew berufen, an dem er bis 1926 verblieb. Er verfügte als Pianist über ein enormes Repertoire. Er konzertierte oft auch im Duo mit Grigori Ginsburg und Heinrich Neuhaus.
Später als Professor am Moskauer Konservatorium entwickelte er einen Kurs mit dem Titel Geschichte und Theorie des Pianismus, dem ersten dieser Art in der Sowjetunion. In den späten 1940er Jahren wurde er Opfer des sowjetischen politischen Systems, das jeden intellektuellen Kosmopolitismus zu unterbinden suchte. Gregori Kogan verlor im Zuge dieser Aktionen seine Position am Moskauer Konservatorium. Seine „ständigen Publikationen zu ausländischen Komponisten“ wie beispielsweise zu Ferruccio Busoni oder zu François Couperin waren Grund genug, ihn anzuklagen und ihn aus dem Konservatorium zu entfernen.
Der bekannte Komponist und Leiter des Konservatoriums von Kasan, Nazib Zhiganow, der seine Position in diesen Zeiten behaupten konnte, bot Kogan eine Professorenstelle an seinem Konservatorium an. Kogan wurde in dieser Zeit eine Zentralfigur des intellektuellen Lebens in Kasan. Unter seinen Studenten dort befand sich die russische Komponistin Sofia Gubaidulina. Jahre später, nach seiner Rückkehr nach Moskau, konzentrierte er sich auf das Verfassen musikwissenschaftlicher Literatur. Zudem gab er zahlreiche Konzerte. Reisen ins westliche Ausland wurden ihm untersagt, weshalb er dort auch relativ unbekannt blieb. Im englischsprachigen Raum wurde er schließlich als Autor der Monographie Busoni as Pianist (aus dem Russischen ins Englische übersetzt von Svetlana Belsky) bekannt.